# William Tytler

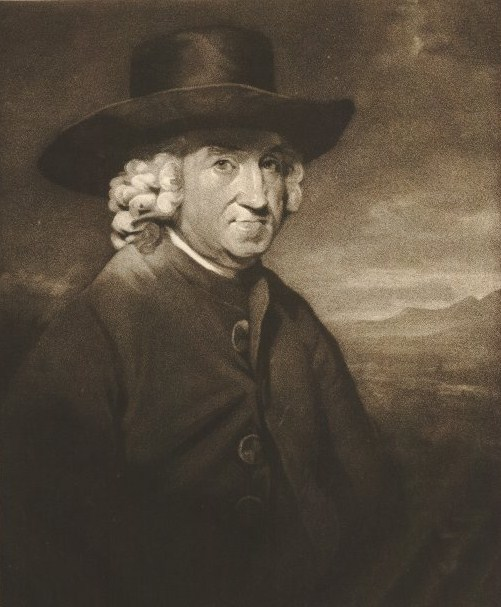
William Tytler.

William Tytler, född den 12 oktober 1711, död den 12 september 1792, var en skotsk historieskrivare. Han var far till Alexander Fraser Tytler. 
Tytler var juridisk ämbetsman till yrket och rönte stor framgång med en mot William Robertsons och David Humes skarpa omdömen riktad försvarsskrift för Maria Stuart, The Inquiry. Historical and Critical, into the Evidence against Mary Queen of Scots, and an Examination of the Histories of Dr. Robertson and David Hume with respect to that Evidence (1759). Tytler utgav skotske kungen Jakob I:s dikter med biografisk inledning ("The poetical remains of James I", 1783).